# Ру, Вильгельм
Вильгельм Ру (нем. Wilhelm Roux; 9 июня 1850, Йена — 15 сентября 1924, Галле) — немецкий учёный, профессор анатомии и директор анатомического института в Галле, в Пруссии.

## Биография
Происходил из гугенотской семьи, отец Фридрих Август Вильгельм Людвиг Ру служил преподавателем фехтования в Йене. Изучал медицину в Йенском, Берлинском и Страсбургском университетах и в 1878 году, за диссертацию «Ueber die Verzweigungen der Blutgefässe», получил степень доктора медицины.
C 1878 года состоял ассистентом в Лейпцигском университете, с 1879 года — в Бреславльском университете. С 1880 года — приват-доцент анатомии, с 1886 года — экстраординарный профессор. В 1889 году приглашён ординарным профессором анатомии в Инсбрукский университет, а в 1895 году — в Галльский университет, где для него специально был создан институт эмбриологии и механики развития. В 1894 году основал журнал «Archiv für Entwicklungsmechanik der Organismen», получивший имя Ру после его смерти («W. Roux Archiv…»). Вышел в отставку в 1921 году.

## Научный вклад
Изучал так называемое функциональное приспособление: обратил внимание на борьбу за существование между отдельными клетками организма как основу физиологического приспособления, что дополнило теорию Дарвина (Der Kampf der Theile im Organismus. — Leipzig, 1881).
Исследовал динамику развития и основал новую отрасль морфологии — механику развития, задача которой состоит в сведении сложных явлений развития животных к более простым факторам и уяснении их причинной связи. Исследовал зависимость положения срединной продольной плоскости зародыша от направления, в котором происходит соединение женского и мужского ядер в яйце; изучал методы получения половинных зародышей; отстаивал так называемую мозаичную теорию развития; — работы изданы под общим заглавием «Gesammelte Abhandlungen über Entwickelungsmechanik der Organismen» (Bd. 1—2. — Leipzig, 1895).
Установил принцип культивирования тканей, извлёк часть костного мозга из куриного эмбриона и показал его жизнеспособность в тёплом физрастворе в течение нескольких дней.
Исследовал взаимно притягательное действие отдельных клеток раздробившегося яйца, названное им цитотропизмом, имеющее значение, по мнению Ру, для распределения клеток в теле зародыша, — статьи опубликовал в основанном им журнале «Archiv für Entwicklungsmechanik»: «Ueber den Cytotropismus der Furchungszellen Archiv» (1894, Bd. 1), «Ueber Selbstordnung (Cytotaxis) etc.» (1896, Bd. 3), «Programm und Forschungsmethoden der Entwicklungsmechanik der Organismen» (1897, Bd. 5).

## Награды и признание
- 1911 — член-корреспондент Баварской академии наук
- 1924 — иностранный член Национальной академии наук США[5]